# Atarba lawsonensis
Atarba lawsonensis là một loài ruồi trong họ Limoniidae. Chúng phân bố ở miền Australasia.